# Frederick St John (général)
Frederick St-John (20 décembre 1765 - 19 novembre 1844) est un officier de l'armée britannique et un homme politique. Il atteint le grade de général au cours de sa carrière et sert pendant les Guerres de la Révolution française et napoléonienne, et la deuxième guerre anglo-marathe. Il siège également brièvement pour la circonscription d'Oxford.

## Famille et jeunesse
Frederick St John est le deuxième fils de Frederick St John (2e vicomte Bolingbroke) et de Diana Beauclerk. St John s'enrôle dans l'armée comme enseigne dans le 85e régiment d'infanterie en 1779, à l'âge de 14 ans. Il sert dans les Indes et les îles anglo-normandes jusqu'en 1783. Il est promu lieutenant en 1780, puis capitaine dans le 95e régiment d'infanterie en 1781. Il devient major dans le 104e régiment d'infanterie en 1783. Parallèlement à sa carrière militaire, il fréquente des clubs de gentlemen exclusifs : il rejoint Brooks's (en) le 17 mai 1783, et le Whig Club le 6 mars 1787. Il continue de gravir les échelons, devenant lieutenant-colonel au 2e régiment d'infanterie en 1791, colonel en 1795 et promu major-général en 1798.

## Guerres de la Révolution française
St John sert en Irlande en 1798 en tant que lieutenant du général Gerard Lake et le suit en Inde lorsqu'il est nommé commandant en chef des forces britanniques dans la colonie. En 1800, St John embarque avec sa femme, Arabella Craven, sur le Queen, qui prend feu et est détruit alors qu'il se trouve dans le port de Salvador. St John et sa femme rejoignent ensuite l'East Indiaman Kent pour terminer le voyage. Le 7 octobre, le Kent est capturé par le navire corsaire français Confiance, commandé par Robert Surcouf. St John est fait prisonnier et échangé.
St John participe à la bataille de Delhi en 1803 et au siège d'Agra. Il est promu lieutenant-général en 1805 et général en 1814.

## Carrière politique
St John est élu au Parlement en 1818 en tant que député d'Oxford et représente la circonscription jusqu'à sa défaite aux élections générales de 1820 deux ans plus tard.

## Famille et descendance
St John se marie trois fois. Sa première épouse est Mary Kerr, la fille de William Kerr (5e marquis de Lothian), qu'il épouse le 8 décembre 1788. Ils ont un fils :
- Robert William St John (5 février 1791 - 19 novembre 1844), consul général à Alger, épouse Eliza Maria Barker

Lady Mary est décédée le lendemain de la naissance de son fils.
Le 6 avril 1793, St John épouse Arabella Craven (décédée le 9 juin 1819), fille de William Craven (6e baron Craven) et Elizabeth Craven. Ils ont cinq fils et quatre filles:
- George William St John (4 mai 1796 – ?), recteur de Stanton Lacy, épouse Henrietta Frances Magrath en 1830
- George Frederick Berkeley St John (2 octobre 1797 – ?), épouse Henrietta Louisa Jephson le 18 janvier 1836
- Henry John St John (1798 - 7 août 1821)
- Maria Arabella St John (25 juillet 1807 – ?), épouse  Charles Goring, fils de Charles Foster Goring, 7e baronnet le 2 octobre 1832
- Catherine Frederica Mary St John (octobre 1808 - 5 mai 1809)
- Charles William George St John (en) (1809-1856)
- Louisa Diana St John (24 décembre 1810 – ?), épouse Richard Vincent le 22 janvier 1846[6]
- Keppel St John (26 février 1812 - 7 juin 1813)
- Elizabeth St John (11 juillet 1814 - 27 octobre 1846), épouse le révérend George Carter le 9 mars 1841[6]

Le 14 novembre 1821, il épouse Caroline Parsons. Ils ont deux fils :
- Henry Edward St John (22 novembre 1823 – ? )
- Welbore William Oliver St John (12 avril 1825 – ? )

St John est décédé le 19 novembre 1844 à l'âge de 78 ans . Il est alors le deuxième général le plus haut placé de l'armée britannique ,.